# Franklin (Ohio)
Franklin è una città degli Stati Uniti d'America, situata nello Stato dell'Ohio, nella contea di Warren.